# Список паромных переправ через Волгу

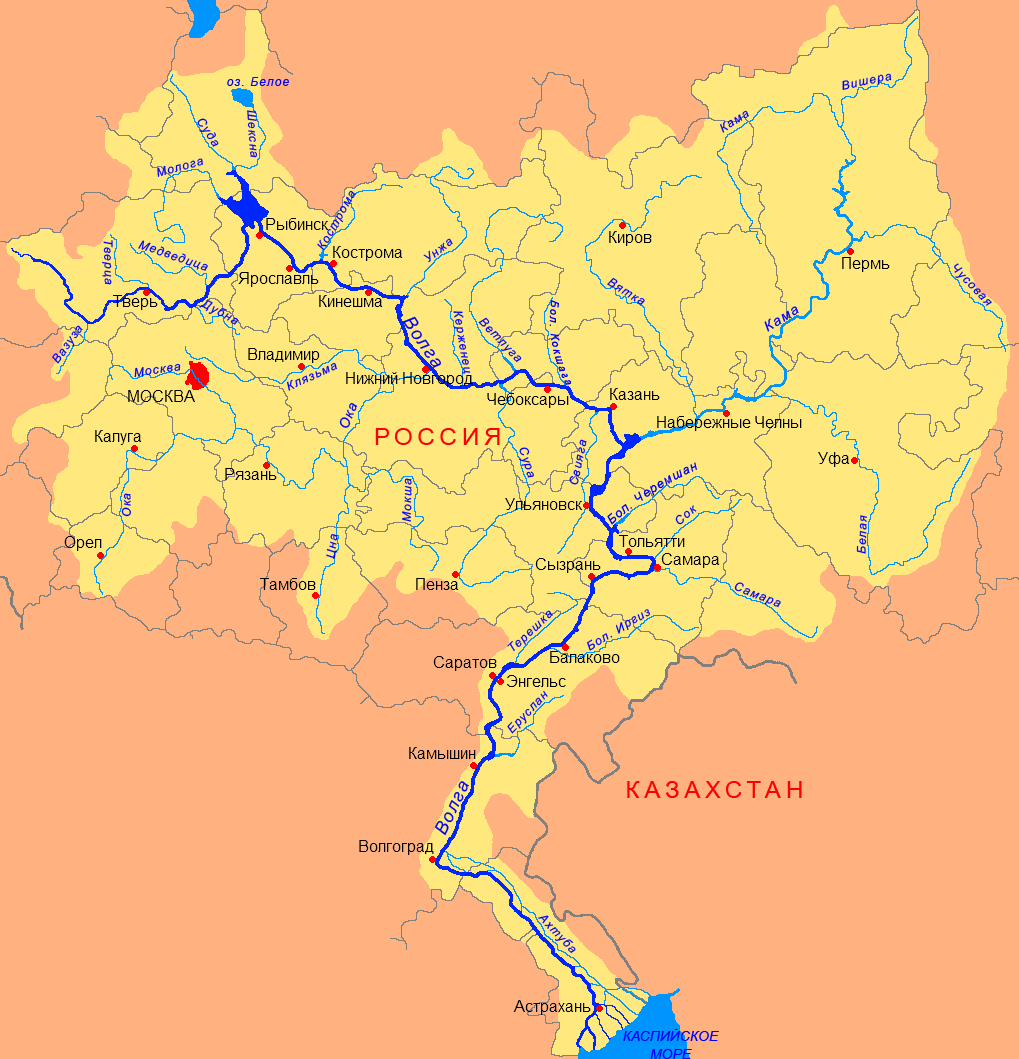
Бассейн Волги

Список паромных переправ через Волгу включает в себя паромные переправы, которые действуют через Волгу.

## Географическое положение
Волга начинается в Осташковском районе Тверской области. Длина её 3 530 километров, а вместе с притоками 82 700 километров. Бассейн Волги занимает около ⅓ европейской территории России и простирается от Валдайской и Среднерусской возвышенностей на западе до Урала на востоке. Всего в Волгу впадает 132 реки, в том числе 77 левых и 55 правых притоков. Общее количество рек, входящих в Волжский бассейн, превышает 1000.

## История
До XIX века на реке использовались большие плоскодонные лодки — завозни. По характеристике Энциклопедического словаря Брокгауза и Ефрона, без груза имела осадку «1,5—4,0 четверти аршин, грузу поднимает 400 пудов, служит не более 2 лет и требует 1 рабочего». Первый пароход на Волге был построен владельцем Пожевского чугунолитейного завода в 1816 году. Он обслуживал только владельца и его семью, а пароход для перевозки пассажиров был построен Чарльзом Бердом только в 1820 году. В 1843 году образовалось «первое акционерное пароходное общество по Волге». В 1871 году железная дорога из Рязани была протянута до города Саратов, а в 1891—1892 году акционеры РУЖД решили построить новые железнодорожные ветви до города Уральска. Специалисты, проведя расчёты, установили, что строительство железнодорожного моста через Волгу в Саратове экономически невыгодно, и акционеры РУЖД устроили паромную переправу вагонов с грузом. Перевозка составов через реку осуществлялась между станцией Увек на правом берегу и станцией Сазанка. Переправа сначала состояла с одного парома и одного ледокола. Они были произведены на английском заводе Sir W. G. Armstrong Mitchell & C° и доставлены в 1894 году. Паром назывался «Саратовская переправа», а ледокол — «Саратовский ледокол».
После Октябрьской революции весь речной флот был национализирован Советом Народных Комиссаров. В 1929 году Волжский речной транспорт перевёз 15 млн тонн грузов. Паромы и пароходы продолжали действовать и их главной задачей оставалась перевозка вагонов. В 1935 году в районе станции Увек был построен новый железнодорожный мост, а паромы флотилии РУЖД были законсервированы, частично списаны как устаревшие. После начала Великой Отечественной войны было создано 42 переправы от Саратова до Астрахани. В январе 1942 года первую очередь с ледокольной паромной переправой через Волгу приняли в эксплуатацию. Всего на переправе работало два самоходных парома — «переправа Вторая», и «Иосиф Сталин» с приданным ледоколом «Саратовский» и катером «Рутка». Паромная переправа работала до 1961 года, когда была построена Волжская ГЭС. После этого они были сняты с эксплуатации и утилизированы.

## Список
Ниже представлен список действующих паромных переправ через Волгу с их основными характеристиками на 2023 год.
| Название                                            | Тип перехода       | Расположение                                    | Местоположение                                                    | Примечание | Изображение |
| --------------------------------------------------- | ------------------ | ----------------------------------------------- | ----------------------------------------------------------------- | --- | ----------- |
| Мышкинский паром                                    | Автомобильный      | Мышкин — Коровино, 78К0017                      | 57°46′42″ с. ш. 38°27′25″ в. д.                                   | Из Мышкина в сторону Коровино                                                                                                 |             |
| Конаковский паром                                   | Автомобильный      | Конаково — Юрьево-Девичье                       |                                                                   | Из Конаково в сторону Юрьево-Девичье                                                                                          |             |
| Паромная переправа СП-36                            | Автомобильный      | Казань — Верхний Услон                          |                                                                   | Из Казани в сторону Верхний Услон                                                                                             |             |
| Паромная переправа Красный Яр-Солнечный             | Автомобильный      | Красный Яр — Солнечный                          |                                                                   | Из Красного Яра в сторону Солнечного                                                                                          |             |
| Тутаевский паром                                    | Автомобильный      | Тутаев                                          |                                                                   | Ежедневный пассажиропоток составляет 1,5-2 тысячи человек                                                                     |             |
| Паромная переправа Красный Профинтерн — Новодашково | Автомобильный      | Красный Профинтерн — Новодашково                |                                                                   | Из Красного Профинтерна в Новодашково                                                                                         |             |
| Паромная переправа Красное-на-Волге — Красные Пожни | Автомобильный      | Красные Пожни — Красное-на-Волге                |                                                                   | Из Красные Пожни в Красное-на-Волге                                                                                           |             |
| Паромная переправа Нижний Новгород-Бор              | Автомобильный      | Нижний Новгород — Бор                           | 56°20′14″ с. ш. 44°02′00″ в. д.                                   | Переправу обслуживает Волжская судоходная компания «Флагман».                                                                 | паром       |
| Паромная переправа СП-35                            | Автомобильный      | Лысково — Макарьево                             | 56°04′17″ с. ш. 45°02′30″ в. д.                                   | Из Лыскова в Макарьево |             |
| Паромная переправа Козьмодемьянск — Коротни         | Автомобильный      | Козьмодемьянск — Коротни Р173                   |                                                                   | Из Козьмодемьянска в Коротни                                                                                                  |             |
| Паромная переправа СП-31                            | Автомобильный      | Зеленодольск М7                                 |                                                                   | Заезд на переправу осуществляется у опор Зеленодольского железнодорожного моста                                               |             |
| Паромная переправа между Утёсом и Усольем           | Автомобильный      | Тольятти — Волжский Утёс — Усолье P227          |                                                                   | Названия паромов: «Первый», «Бурлак», «Ведущий», «Усолье». Из Тольятти в сторону Усолье с заходом в санаторий «Волжский Утес» |             |
| Паромная переправа Октябрьский Спуск — Рождествено  | Автомобильный      | Пристань Октябрьский спуск Самары — Рождествено | 53°13′32″ с. ш. 50°08′45″ в. д.                                   | Переправа осуществляется от пристани «Октябрьский Спуск» и до пристани «Рождествено-грузовая»                                 |             |
| Паромная переправа Ульяновский Спуск — Рождествено  | Автомобильный      | Самара — Рождествено                            |                                                                   | Переправа осуществляется от причала «Ульяновский Спуск» и до причала коммерческих паромов                                     |             |
| Паромная переправа Самара — Рождествено             | Грузовая переправа | Самара — Рождествено                            |                                                                   | Переправа осуществляется от 1-го причала Речного вокзала Самары и до пристани «Рождествено-пассажирская»                      |             |
| Паромная переправа СП-101                           | Автомобильный      | Сызрань — Нижняя Сызрань (Бестужевка)           | 53°08′04″ с. ш. 48°27′32″ в. д. — 53°05′11″ с. ш. 48°33′50″ в. д. | Из Сызрани в сторону Нижней Сызрани, села Бестужевка                                                                          |             |
| Паромная переправа между Камышином и Николаевском   | Автомобильный      | Камышин — Старая Николаевка                     | 50°05′08″ с. ш. 45°23′38″ в. д.                                   | |             |